# Przełęcz pod Klinem
Przełęcz pod Klinem (słow. Sedlo pod Klinom, Tupá priehyba) – płytko wcięta przełęcz położona na wysokości ok. 2175 m n.p.m. w słowackich Tatrach Wysokich. Znajduje się w krótkiej grani, którą Tępa wysyła na południe. Leży między tym szczytem a Klinem. Jest ona łatwo dostępna, choć nie prowadzą na nią żadne znakowane szlaki turystyczne.
Pierwsze wejścia na siodło Przełęczy pod Klinem nie są znane. Okolica była niegdyś popularnym miejscem polowań, więc pierwszego wejścia na nią dokonał najprawdopodobniej anonimowy myśliwy. Pierwszego wejścia zimowego dokonał przy przejściu granią Alfred Martin 14 lutego 1906 r.